# Ytter-Rissjön (Dorotea socken, Lappland)
Ytter-Rissjön är en sjö i Dorotea kommun i Lappland och ingår i Ångermanälvens huvudavrinningsområde. Sjön har en area på 1,59 kvadratkilometer och ligger 429,1 meter över havet. Sjön avvattnas av vattendraget Risbäcken.

## Delavrinningsområde
Ytter-Rissjön ingår i det delavrinningsområde (718134-148882) som SMHI kallar för Utloppet av Ytter-Rissjön. Medelhöjden är 461 meter över havet och ytan är 8,12 kvadratkilometer. Räknas de 27 avrinningsområdena uppströms in blir den ackumulerade arean 133,91 kvadratkilometer. Risbäcken som avvattnar avrinningsområdet har biflödesordning 4, vilket innebär att vattnet flödar genom totalt 4 vattendrag innan det når havet efter 281 kilometer. Avrinningsområdet består mestadels av skog (75 procent). Avrinningsområdet har 1,59 kvadratkilometer vattenytor vilket ger det en sjöprocent på 19,6 procent.